# 2AW無差別級王座
2AW無差別級王座（ツー・エー・ダブリューむさべつきゅうおうざ）は、2AWが管理、認定している王座。

## 歴史
2019年6月1日、団体名をKAIENTAI DOJOから2AWに変更してK-DOJOが管理、認定していたCHAMPION OF STRONGEST-K王座を封印して2AW無差別級王座を創設。9月1日、2AW後楽園ホール大会で行われた初代王座決定トーナメントに優勝した吉田綾斗が初代王者になった。

## 歴代王者
| 歴代   | 選手     | 戴冠回数 | 防衛回数 | 獲得日付       | 獲得場所 （対戦相手・その他） |
| ------ | -------- | -------- | -------- | -------------- | ----------------------------- |
| 初代   | 浅川紫悠 | 1        | 4        | 2019年9月1日   | 後楽園ホール 吉田綾斗         |
| 第2代  | 岡林裕二 | 1        | 2        | 2020年3月25日  | 後楽園ホール                  |
| 第3代  | 吉田綾斗 | 1        | 6        | 2020年7月5日   | TKPガーデンシティ千葉         |
| 第4代  | 滝澤大志 | 1        | 4        | 2021年4月29日  | 2AWスクエア                   |
| 第5代  | 入江茂弘 | 1        | 3        | 2021年10月28日 | 後楽園ホール                  |
| 第6代  | 真霜拳號 | 1        | 1        | 2022年3月21日  | 後楽園ホール                  |
| 第7代  | 吉田綾斗 | 2        | 6        | 2022年12月25日 | TKPガーデンシティ千葉         |
| 第8代  | 佐藤耕平 | 1        | 1        | 2023年7月23日  | TKPガーデンシティ千葉         |
| 第9代  | 仁木琢郎 | 1        | 6        | 2023年10月29日 | TKPガーデンシティ千葉         |
| 第10代 | 滝澤大志 | 2        | 1        | 2024年6月23日  | TKPガーデンシティ千葉         |
| 第11代 | 吉田綾斗 | 3        | 5        | 2024年8月25日  | TKPガーデンシティ千葉         |